# テンポイノベーション
株式会社テンポイノベーション（英:Tenpo Innovation CO.,LTD.）は、東京都新宿区に本社を置く日本の企業。首都圏を中心とした飲食店向け店舗物件の転貸借事業を展開している。

## 概要
店舗物件を不動産オーナーから賃借し、飲食店テナント様に転貸する店舗専門の「転貸借事業」を首都圏にて展開しており、飲食店の居抜き物件検索サイト『居抜き店舗.com』、居抜きでの店舗売却や買取りサイト「店舗買取り.com」などのサービスを運営している。
「貢献創造」を経営理念とし、2017年10月25日には東京証券取引所マザーズ市場に上場、2018年10月25日に東京証券取引所第一部へ市場変更する。

## 沿革
出典：
- 2005年（平成17年）4月 - レインズインターナショナル傘下で居抜き物件を活用した事業を開始。
- 2007年（平成19年）1月 - 親会社の業績低迷によりMBOが実施され、リストラ対象になる。
- 2008年（平成20年）5月 - 株式会社テレウェイブ（現・アイフラッグ）傘下入り。しかし、親会社の株価急落をきっかけに再度スポンサー探しを実施。
- 2009年（平成21年）7月 - 株式会社クロップス傘下に入る。
- 2011年（平成23年）7月 - 社長に原康雄が、常務取締役に志村洋平が就任。事業領域を出店支援業ではなく店舗賃貸事業と位置づける。
- 2014年（平成26年）6月 - 店舗賃貸事業への注力により、保有店舗数500件達成。
- 2016年（平成28年）5月 - 本社・支店をJR新宿ミライナタワーに移転。
- 2017年（平成29年）10月25日 - 東京証券取引所マザーズ市場へ上場。
- 2018年（平成30年）10月25日 - 東京証券取引所第一部へ市場変更[3][4][5]
- 2022年（令和4年）3月 - 子会社設立。当該子会社にて新たな事業として店舗家賃保証事業を開始

転貸借物件数
- 2014年6月 500件 到達
- 2015年2月 600件 到達
- 2015年9月 700件 到達
- 2016年2月 800件 到達
- 2016年9月 900件 到達
- 2017年2月 1,000件 到達
- 2017年7月 1,100件 到達
- 2018年1月 1,200件 到達
- 2018年8月 1,300件 到達[6]
- 2019年3月 1,459件 実績[7]
- 2020年3月 1,684件 実績[8]
- 2021年3月 1,706件 実績[8]
- 2022年3月 1,951件 実績[9]